# Фуллер-билдинг

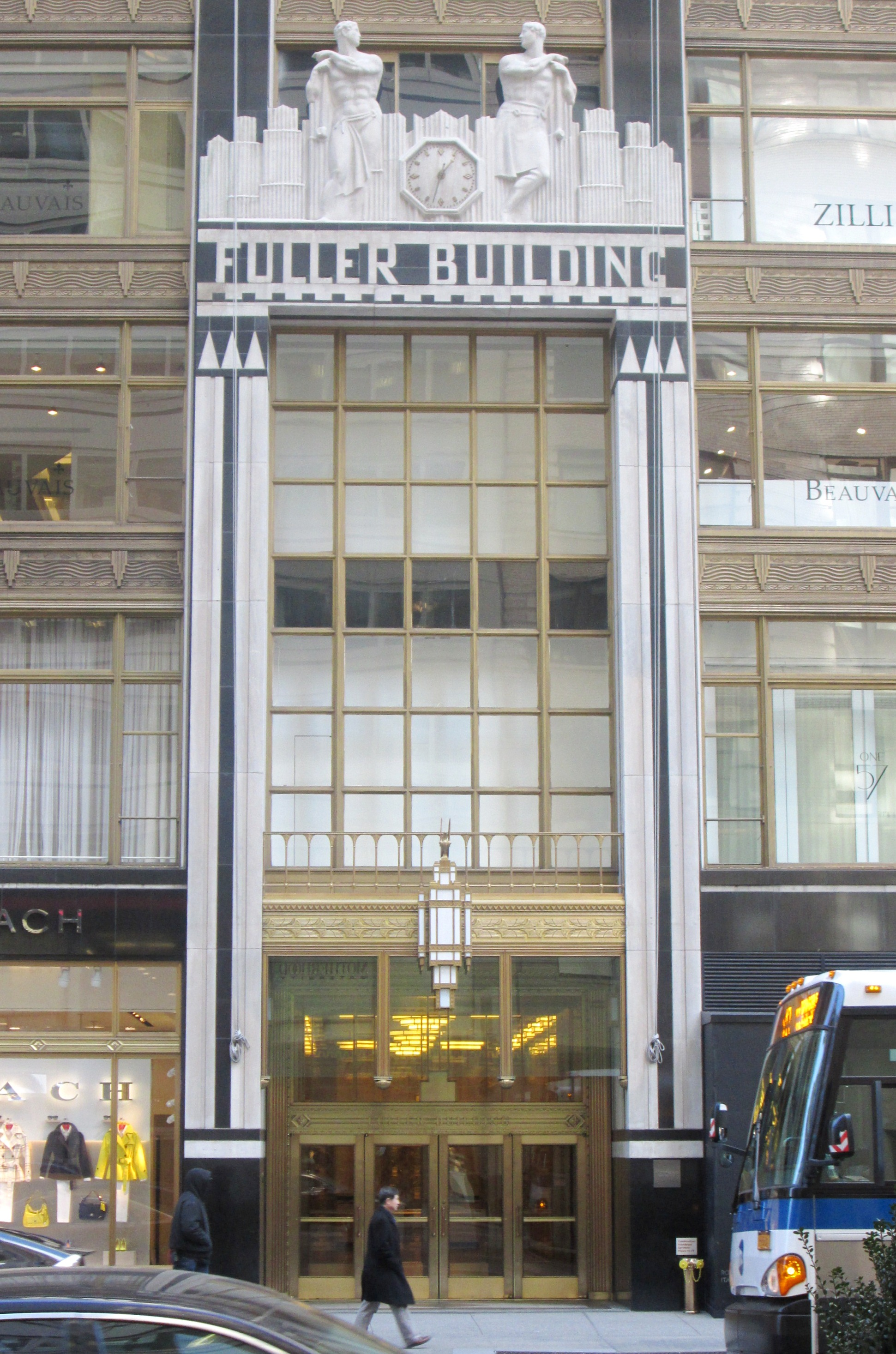
Трехэтажная входная группа, украшенная сверху скульптурами работы Эли Нейдельмана

Фуллер-билдинг (англ. Fuller Building) — офисный небоскрёб на Манхэттене, в Нью-Йорке (США).
Расположен по адресу Восточная 57-я улица, дом № 41, на углу с Мэдисон-авеню. Построен по заказу строительной компании Джорджа Фуллера (англ.) в 1929 году. Компания переехала сюда из Флэтайрон-билдинг. Здание было спроектировано архитектурным бюро Walker & Gillette (англ.) в стиле ар-деко, но считается консервативным образцом этого стиля. Снаружи небоскреб украшен скульптурами работы Эли Нейдельмана (англ.), а интерьер богато украшен вестибюлями с мраморными стенами, бронзовой отделкой и мозаичными полами.
Кристофер Грей писал в «The New York Times», что здание было сооружено «как памятник Века джаза растущему коммерческому шику 57-й улицы». В путеводителе AIA Guide to New York City сказано, что это здание — «Brooks Brothers от ар-деко: черное, серое и белое».
В 1986 году здание получило статус охраняемой городской достопримечательности Нью-Йорка.

## Художественные галереи
Здание известно тем, что здесь расположены многие известные художественные галереи Нью-Йорка, в том числе изобразительным искусством David Benrimon Fine Art, Nailya Alexander Gallery, DAG Modern, Tom Gitterman Gallery, Howard Greenberg Gallery, David Findlay Jr. Gallery, Katharina Rich Perlow Gallery, Jason McCoy Inc Gallery, Zabriskie Gallery, Andrew Crispo Gallery (закрылась), Robert Miller Gallery (переехала), Charles Egan Gallery (закрылась), Guy E. Mayer Gallery (закрылась), David McKee Gallery (переехала), Pierre Matisse Gallery (закрылась), Lee Witkin Gallery (закрылась). Хотя несколько галерей переехали или закрылись, здание по-прежнему остаётся центром притяжения для новых галерей, таких как Jason McCoy Gallery на 11-м этаже, Hirschl & Adler (9-й этаж) или онлайн-аукцион Auctionata.